# Nodocarpaea
Nodocarpaea  es un género de plantas con flores perteneciente a la familia de las rubiáceas. Incluye una sola especie: Nodocarpaea radicans (Griseb.) A.Gray (1883).
Es nativo de Cuba.